# Сухотин, Яков Львович
Яков Львович Сухо́тин (1920—2005) — советский, российский журналист и писатель. Член ВКП(б) с 1941 года.

## Биография
Родился 3 апреля 1920 года в Петрограде в еврейской семье. Окончил Институт журналистики имени В. В. Воровского. В 1940 году был призван в РККА. В 1941 году был направлен на курсы младших политруков ЛВО. Участвовал в знаменитом рейде особого курсантского отряда по тылам противника в августе-сентябре 1941 года. В октябре 1941 года стал редактором газеты «За Родину» 189-й стрелковой дивизии в составе 42 армии Ленинградского фронта. После ранения работал в армейской печати в качестве корреспондента газеты 67-й армии «Вперед, за Родину!». Сотрудничал в газетах «На страже Родины», «Ленинградская правда». По заданию редакции неоднократно бывал на «невском пятачке». Майор.
После войны работал в газетах «Смена», «Ленинградская правда», был заместителем главного редактора Лениздата. Опубликовал ряд художественных и документальных книг, в том числе «Дружба великая и трогательная: К. Маркс и Ф. Энгельс» (в соавторстве с Л. Н. Видгопом — 1958), «Амулет» (в соавторстве с Л. Н. Видгопом — 1965), «Наш товарищ Алёша» (1974), «Песню расстрелять нельзя!» (1977), «Памятник: Рассказ о том, как в годы войны в фашистской Германии был спасен Ленинский монумент» (1982), «Известен в подпольной среде: Страницы жизни Александра Масленникова» (1990), «Сын Сталина: Жизнь и гибель Якова Джугашвили» (1990) и другие. Издательством «Детская литература» выпущены книги «Секрет шкипера Харвея» (в соавторстве с Л. Н. Видгопом — 1967) и «Под знаком скорпиона» (1976).
Яков Сухотин выпустил несколько путеводителей по Ленинграду (1963, 1971, 1999).
Умер 1 января 2005 года. Похоронен в Санкт-Петербурге на Никольском кладбище в Александро-Невской лавре.

## Награды
- два ордена Отечественной войны II степени (16.6.1945; 1985)
- медаль «За отвагу» (13.4.1943)
- медаль «За боевые заслуги» (4.11.1942)
- медаль «За оборону Ленинграда» (16.6.1943)